# Lego Island
Lego Island – przygodowa gra akcji z widokiem z perspektywy pierwszej osoby stworzona i wydana w 26 września 1997 przez studio Mindscape. Lego Island jest nieliniową grą, która oferuje wykonywanie szeregu misji (takich jak dostarczanie pizzy, pływanie skuterem wodnym) przez bohatera w świecie klocków Lego. Twórca gry, Wes Jenkins, otrzymał wyróżnienie „Smithsonian Institute Innovation Award” za pracę nad nią.